# Воллс (Міссісіпі)
Воллс (англ. Walls) — місто (англ. town) в США, в окрузі Десото штату Міссісіпі. Населення — 1351 особа (2020).

## Географія
Воллс розташований за координатами 34°55′59″ пн. ш. 90°9′36″ зх. д. / 34.93306° пн. ш. 90.16000° зх. д. (34.933166, -90.160015).  За даними Бюро перепису населення США в 2010 році місто мало площу 25,75 км², з яких 25,41 км² — суходіл та 0,35 км² — водойми.

## Демографія
Згідно з переписом 2010 року, у місті мешкали 1162 особи в 406 домогосподарствах у складі 297 родин. Густота населення становила 45 осіб/км².  Було 440 помешкань (17/км²).
Расовий склад населення:
| - 60,8 % — чорних або афроамериканців - 34,7 % — білих - 0,6 % — азіатів - 0,2 % — корінних американців - 1,4 % — осіб інших рас |

До двох чи більше рас належало 2,3 %. Частка іспаномовних становила 3,0 % від усіх жителів.
За віковим діапазоном населення розподілялося таким чином: 39,4 % — особи молодші 18 років, 54,8 % — особи у віці 18—64 років, 5,8 % — особи у віці 65 років та старші. Медіана віку мешканця становила 26,4 року. На 100 осіб жіночої статі у місті припадало 84,2 чоловіків;  на 100 жінок у віці від 18 років та старших — 77,8 чоловіків також старших 18 років.
Середній дохід на одне домашнє господарство  становив 47 048 доларів США (медіана — 38 558), а середній дохід на одну сім'ю — 49 838 доларів (медіана — 41 146). Медіана доходів становила 32 258 доларів для чоловіків та 25 947 доларів для жінок. За межею бідності перебувало 18,7 % осіб, у тому числі 23,4 % дітей у віці до 18 років та 16,0 % осіб у віці 65 років та старших.
Цивільне працевлаштоване населення становило 502 особи. Основні галузі зайнятості: роздрібна торгівля — 21,1 %, освіта, охорона здоров'я та соціальна допомога — 19,3 %, транспорт — 14,9 %, мистецтво, розваги та відпочинок — 11,6 %.